# S culbuté
Cette page contient des caractères spéciaux ou non latins. S’ils s’affichent mal (▯, ?, etc.), consultez la page d’aide Unicode.
S (minuscule : s), appelé S culbuté, est une lettre latine additionnelle qui était utilisée dans l’écriture de certaines langues siouanes, principalement par James Owen Dorsey au XIXe siècle.
Il s’agit de la lettre S culbutée, c’est-à-dire tournée à 180 degrés.

## Utilisation

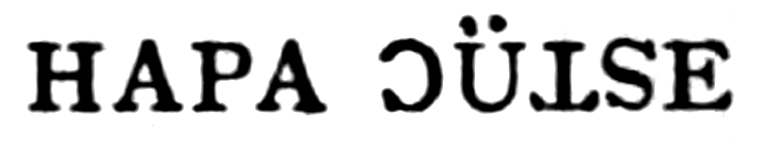
S culbuté dans Dorsey 1884.
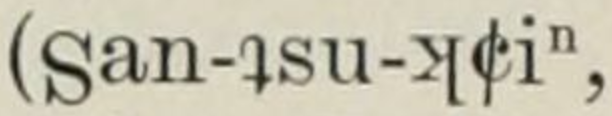
S culbuté dans Powel 1891.

## Représentations informatiques
Le S culbuté n’a pas été codé en informatique et n’a pas de caractères Unicode standards le représentant.